# Conquista spagnola di El Salvador
La conquista spagnola di El Salvador fu una campagna militare intrapresa dai conquistadores spagnoli contro le popolazioni mesoamericane nel territorio oggi incorporato nello stato centro americano di El Salvador. El Salvador è il più piccolo degli stati dell'America Centrale, ed è dominato da due catene montuose in direzione est-ovest. Il clima è tropicale e l'anno è suddiviso in stagioni secche e umide. Prima della conquista spagnola il paese era parte della regione culturale mesoamericana ed era abitato da diverse popolazioni indigene come i Pipil, i Lenca, gli Xinca ed i Maya. I nativi avevano per armi delle lance, archi e frecce, spade di legno con inserti in pietra e disponevano di armatore di cotone.
I conquistadores erano perlopiù volontari e quindi non ricevevano un salario fisso, bensì usufruivano delle spogliazioni di guerra; molti erano soldati d'esperienza che già avevano combattuto in Europa. Le spedizioni spagnole in Centro America portarono anche a dei contrasti interni tra i vari capitani. Gli spagnoli combattevano con spade, armi da fuoco, balestre e artiglieria leggera. Le armature metalliche apparivano poco pratiche col clima umido e caldo dell'America Centrale e gli spagnoli adottarono perciò ben presto le armature di cotone dei locali. I conquistadores vennero anche aiutati nella loro opera di conquista da truppe indigene locali.
La prima campagna contro gli abitanti nativi della regione venne portata avanti nel 1524 da Pedro de Alvarado. Alvarado lanciò la sua spedizione contro i Pipil della provincia di Cuscatlan dalle alture del Guatemala, ma dal luglio del 1524 si ritirò nuovamente nel Guatemala. Gonzalo de Alvarado fondò San Salvador l'anno successivo, ma venne scacciato da un attacco dei nativi nel 1526, durante una sollevazione generale nella regione. Pedro de Alvarado tornò a El Salvador nel 1526 e nel 1528, ed in quest'ultimo anno, Diego de Alvarado ristabilì il dominio spagnolo su San Salvador. Nel 1528, la rivolta venne sedata e gli spagnoli conquistarono la fortezza nativa di Peñol de Cinacantan.
Nel 1529, El Salvador fu al centro di una disputa giurisdizionale col vicino Nicaragua. Pedrarias Dávila inviò Martín de Estete a capo di una spedizione per annettere il territorio al Nicaragua. Estete catturò il leader della spedizione spagnola rivale nell'El Salvador orientale, e marciò su San Salvador, prima di venire respinto da forze a sostegno provenienti dal Guatemala. Nel 1530, Pedro de Alvarado ordinò la fondazione di un nuovo insediamento a San Miguel, nella parte orientale del paese, per proteggerlo da ulteriori incursioni provenienti dal Nicaragua, e per assistere la conquista dell'area circostante da parte degli spagnoli. Le rivolte indigene contro gli invasori continuarono, in particolare dal vicino Honduras. Queste rivolte vennero schiacciate definitivamente alla fine del 1538, e dal 1539 la provincia era considerata ormai pacificata. I conquistadores scoprirono ad ogni modo che vi era ben poco oro o argento a El Salvador, e pertanto l'area fu poco ispanicizzata, venendo posta sotto il capitanato generale del Guatemala.

## Geografia

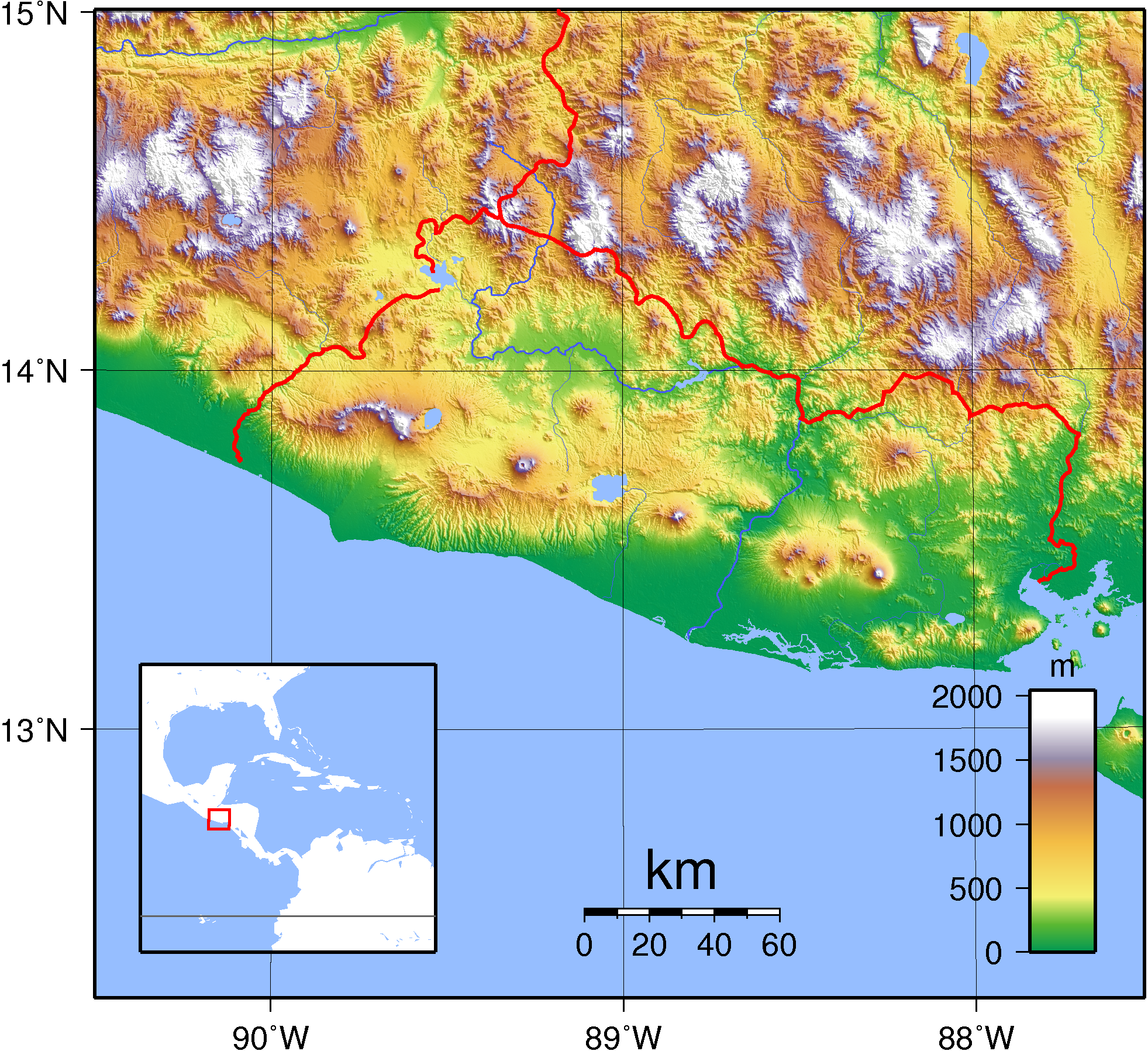
Mappa topografica di El Salvador

El Salvador è lo stato più piccolo dell'America Centrale, esso si estende per circa 162 km da est a ovest e per 62 da nord a sud, coprendo in tutto un'area di 8124 km²; gran parte del suo territorio è costituito da un altipiano vulcanico alto 600 metri sul livello del mare. Collocato presso la costa del Pacifico, è circondato dal Guatemala ad ovest e dall'Honduras a nord e a est. Il territorio è attivo a livello sismico ed è stato devastato da terribili terremoti nel corso della sua storia, oltre che da eruzioni vulcaniche. Il paese è diviso in quattro regioni principali; due catene montuose corrono da est a ovest, con un altipiano di 50 km a dividerle. La catena a nord è la Sierra Madre, con picchi anche di 2 200 metri al confine con l'Honduras. La catena a sud era di natura vulcanica ed era composta da più di 20 vulcani. Il vulcano Santa Ana si trova al confine con il Guatemala ed ha un'altezza di 2 365 metri (il picco più alto del paese). Le pianure del Pacifico sono un litorale stretto che si presenta sulla costa sud. El Salvador ha più di 300 fiumi che si gettano nel Pacifico. Il fiume Lempa è l'unico navigabile e scorre dal Guatemala attraverso la Sierra Madre, passando poi all'altopiano centrale prima di attraversare la catena vulcanica e gettarsi nel Pacifico, dividendo il paese in due regioni. Gli altri fiumi sono perlopiù corti, scorrendo dall'altipiano alla costa dell'oceano.

### Clima
El Salvador ha un clima tipicamente tropicale con poche variazioni di temperatura, in gran parte dipendenti dall'altitudine, con una media compresa tra i 18 ed i 32 gradi. Alle altitudini massime la temperature può scendere anche sotto lo 0. Il paese è interessato dalla stagione secca da metà novembre a metà aprile mentre la stagione umida va da metà maggio a metà ottobre. El Salvador ha uno dei più alti tassi di piogge dell'America latina con valori compresi tra i 170 ed i 200 cm sulle alture della Sierra Madre.

## El Salvador prima della conquista
Prima della conquista spagnola, El Salvador era parte della regione culturale mesoamericana. La parte centrale ed occidentale del territorio era abitato dai Pipil, un popolo Nahua legato agli Aztechi del Messico. I Pipil erano divisi in tre province ad El Salvador; le due principali erano Cuscatlan e Izalco, mentre Nonualco era la più piccola delle tre. Cuscatlan si estendeva dal fiume Paz ad ovest sino al fiume Lempa ad est. Izalco si trovava a sudest di Cuscatlan; il suo territorio è incorporato oggi nei moderni dipartimenti di Ahuachapan e Sonsonate. Altri gruppi indigeni locali erano i Ch'orti' ed i Poqomam (entrambi di etnia maya), i Lenca, gli Xinca ed i Matagalpa. Le città maya e pipil erano relativamente piccole per gli standard mesoamericani dell'epoca, specialmente se comparate alle grandi città maya del periodo classico (c. 250–950 AD). I Lenca occupavano il territorio ad est del fiume Lempa, dove il loro principale regno era Chaparrastique. Chaparrastique estendeva il proprio territorio negli attuali dipartimenti di La Unión, Morazán e San Miguel. I Ch'orti' ed i Poqomam occupavano i territori ad ovest. L'estremità orientale di El Salvador era occupata dai Mangue, con i Matagalpa a sudest. La popolazione dell'intero territorio di El Salvador variava secondo le stime tra i 130 000 e 1 000 000 di individui all'epoca della conquista.
I tre principali regni di Cuscatlan, Izalco e Chaparrastique erano in guerra tra loro, oltre ad esservi delle piccole ribellioni a livello locale. Il commercio regionale era fiorente e basato essenzialmente sul cacao, sul mais, sul cotone e sulla balsa.

### Tattica e armi dei nativi
I Pipil utilizzavano armi di legno con lame in pietra. Le loro armi includevano lance lunghe, atlatl (dei lancia-lance), frecce, ed il macana (una spada di legno con inserti in ossidiana, simile al macahuitl azteco). Queste armi erano ovviamente inferiori a quelle degli spagnoli che disponevano di cavalli e armi da fuoco oltre a corazze in ferro e acciaio. I nativi utilizzavano delle armature di cotone imbevuto nell'acqua salata dell'oceano, fatto che contribuiva a renderle più resistenti pur non essendo ingombranti e pesanti come quelle europee.
Dopo le prime battaglie su larga scala tra gli spagnoli ed i Pipil, i nativi si resero conto di non poter battere gli europei in campo aperto e per questo iniziarono ad utilizzare la strategia delle imboscate. Altra tattica comune era quella basata sul numero dei guerrieri che i nativi concentravano nelle loro fortezze sui monti, tentando disperatamente di difenderle.

## Antefatto alla conquista

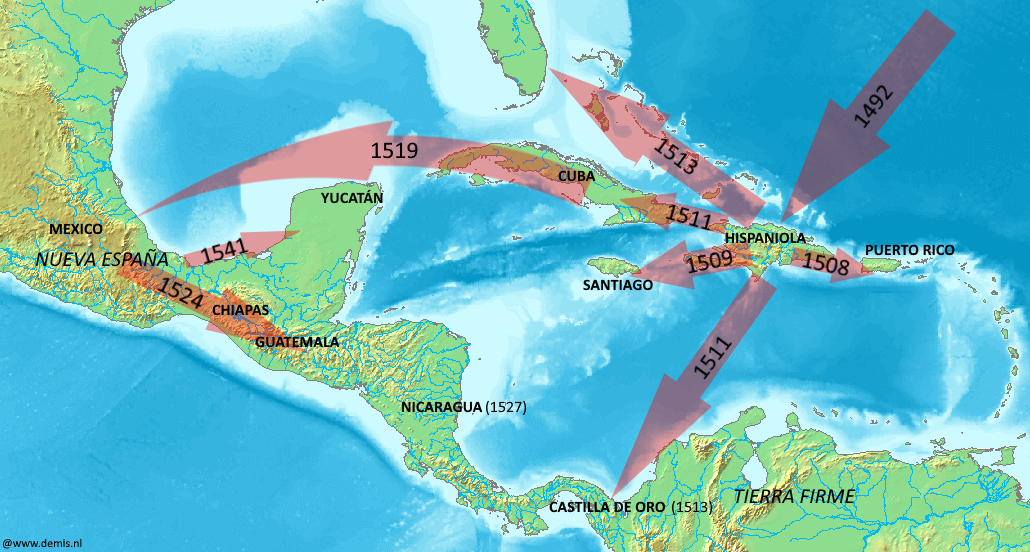
Mappa dell'espansione spagnola nei Caraibi nel corso del XVI secolo

Cristoforo Colombo scoprì il Nuovo Mondo nel 1492 per conto del Regno di Castiglia. Dopo di lui diversi avventurieri agirono privatamente e per conto della Corona spagnola per scoprire e conquistare nuovi territori. Gli spagnoli fondarono Santo Domingo sull'isola caraibica di Hispaniola negli anni '90 del Quattrocento. Nei primi decenni, gli spagnoli si dedicarono alla colonizzazione dei Caraibi e fondarono il loro centro principale a Cuba.
Nei primi due decenni del XVI secolo, gli spagnoli avevano ormai completato la conquista delle isole dei Caraibi e per questo lanciarono diverse campagne per la conquista dell'entroterra delle Americhe. Da Hispaniola, gli spagnoli raggiunsero Porto Rico nel 1508, la Giamaica nel 1509, Cuba nel 1511 e la Florida nel 1513. Fu qui che vennero a conoscenza del ricco impero degli aztechi e nel 1519 Hernan Cortes iniziò ad esplorare la costa messicana. Nell'agosto del 1521 la capitale azteca di Tenochtitlán cadde nelle mani degli spagnoli. Nel giro di tre anni la Spagna conquistò buona parte dell'attuale Messico, estendendosi sino all'istmo di Tehuantepec. Il nuovo territorio conquistato divenne noto come Nuova Sagna, con un proprio viceré riferente direttamente alla Corona di Spagna. La conquista dell'America Centrale portò alla caduta dell'impero azteco.

## Iconquistadores

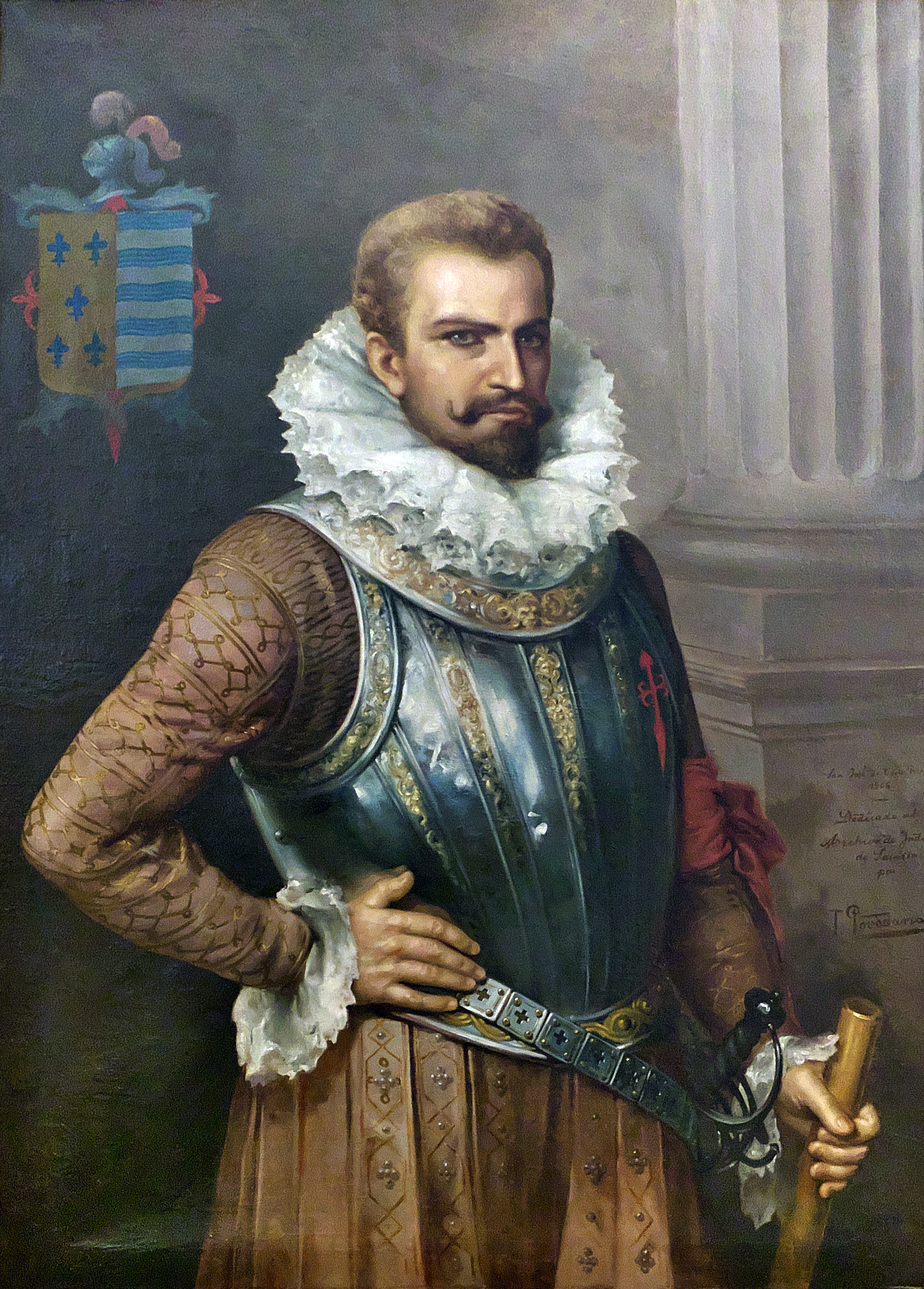
Pedro de Alvarado guidò le prime incursioni spagnole a El Salvador.

I conquistadores, i soldati spagnoli dediti a queste espansioni imperialistiche, erano tutti volontari e quindi si sostenevano attraverso le conquiste di terre e metalli preziosi nel corso delle varie campagne militari. Molti di loro erano soldati di professione che avevano già combattuto in Europa. Nelle loro operazioni, i conquistadores erano spesso accompagnati da un gran numero di guerrieri alleati indigeni come i tlaxcaltechi, i messicani, i cholutechi, gli xochimilcos, i texcocani ed i huejotzinca che, ad esempio, assistettero Pedro de Alvarado nelle sue campagne dal Messico centrale, oppure gli zapotechi e i mixtechi che si unirono alle sue file nella conquista del Guatemala e di El Salvador.
I conquistadores erano armati di spade di metallo e armi da fuoco che concessero agli spagnoli un notevole vantaggio in campo aperto. Spadoni a due mani, armi da fuoco (tra cui archibugi), balestre e artiglieria leggera erano gli armamenti tipici degli spagnoli impegnati in America Centrale. Gli spagnoli godevano poi dell'appoggio della cavalleria, il cui uso terrificava gli abitanti nativi che non avevano mai visto un cavallo sino all'arrivo degli europei. I conquistadores a cavallo avevano infatti una notevole mobilità accompagnata dall'uso di armi avanzate, contro nemici appiedati e con armi rudimentali.
Le armature metalliche erano scarsamente utilizzate per il clima torrido e umido della regione tropicale e per il fatto che esse dovevano essere costantemente pulite per evitare la formazione della ruggine e per l'estremo calore che emanavano. I Conquistadores viaggiavano spesso senza armatura o la indossavano appena prima degli scontri. Essi iniziarono poco dopo ad usare armature leggere in cotone sul modello di quelle realizzate dai nativi indiani, combinate con l'uso del tipico elmo da conquistador.

## Impatto con le malattie del Vecchio mondo
Le malattie importate nelle Americhe dai conquistadores ebbero un effetto devastante sulle popolazioni indigene locali. Quando gli spagnoli erano occupati nella conquista del Messico, queste malattie iniziarono a diffondersi a macchia d'olio (dal 1519). Il Guatemala venne investito da un'epidemia di vaiolo nel 1520–1521 che finì per colpire anche i Pipil di El Salvador. Quando gli spagnoli giunsero a El Salvador nel 1524, si stima che il 50% della popolazione locale fosse già stata decimata dalle malattie contro le quali gli indigeni non avevano anticorpi né cure. Nuove epidemie si ebbero nel 1545–1548, e nuovamente nel 1576–1581, riducendo la popolazione indigena di un altro 10%, diminuendo sempre più anche la loro capacità di resistenza agli europei ed alla loro colonizzazione. Le malattie più devastanti che si diffusero furono il vaiolo, la malaria, il tifo e la febbre gialla.

## La scoperta spagnola di El Salvador

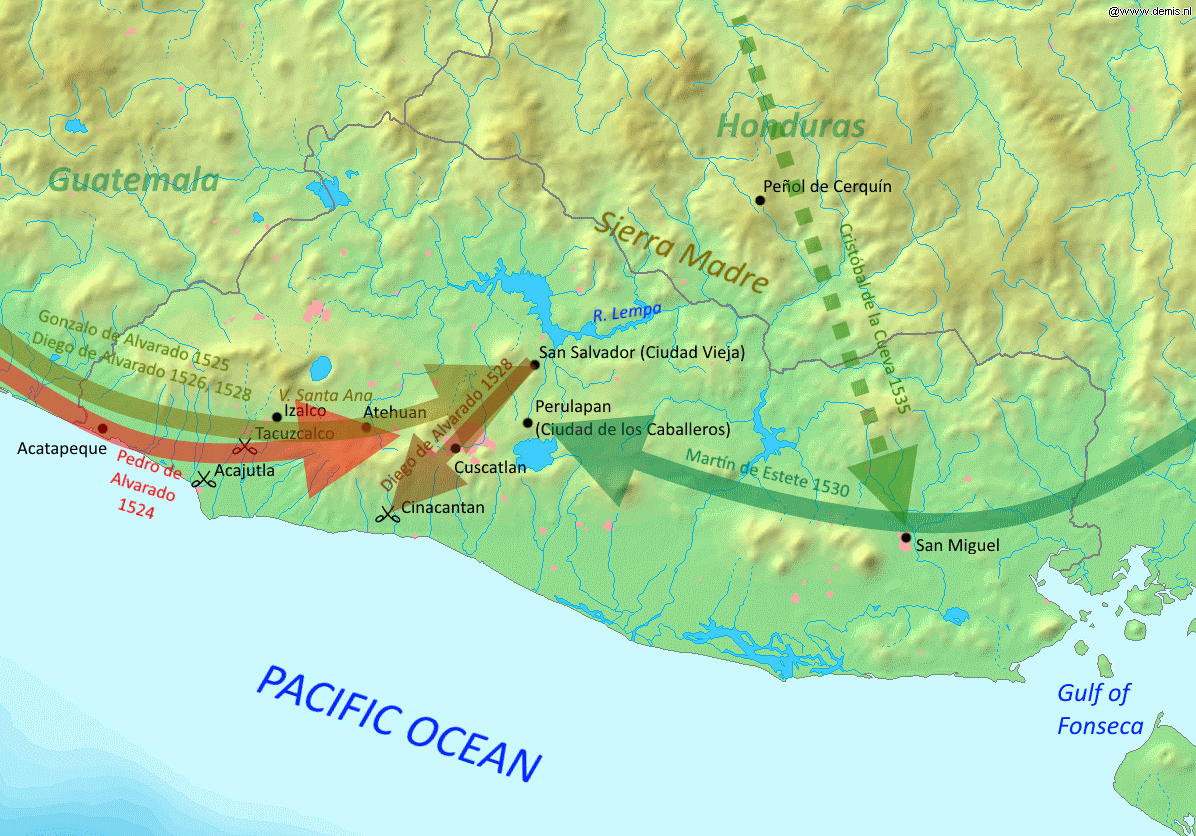
Le principali strade di conquista degli spagnoli a El Salvador

Gil González Dávila e Andrés Niño furono i primi ad esplorare la costa di El Salvador nel 1522 dopo essere salpati da Panama ed aver toccato per breve tempo la baia di Fonseca. El Salvador si trovava in una regione di frontiera al limite delle conquiste operate in Messico da Hernán Cortés e dal suo fidato luogotenente Pedro de Alvarado, nonché da Pedrarias Dávila.

## La conquista
Il territorio oggi compreso in El Salvador durante il periodo della conquista spagnola non era un territorio unificato. Come le regioni circostanti, esso era compreso nell'Impero spagnolo, ma al contrario del Messico che era un territorio esteso e unitario, El Salvador era estremamente frammentato al proprio interno. Gli spagnoli fondarono dei villaggi secondo la volontà dei singoli conquistadores, senza una pianificazione precisa né strade di collegamento, trovandosi spesso quindi isolati. Nel 1548, El Salvador venne posto formalmente sotto la giurisdizione della Audiencia Real del Guatemala, che si estendeva dal Chiapas (nell'attuale Messico meridionale) in Costa Rica.

### Le prime spedizioni, 1524–1528
Pedro de Alvarado entrò a El Salvador dal Guatemala durante la stagione delle piogge del 1524, con un esercito di 250 spagnoli, di cui 100 cavalieri, oltre a 5000 alleati guatemalani. Gli invasori spagnoli riuscirono ad avere la meglio sui guerrieri locali. Alvarado attraversò il Río Paz dal Guatemala il 6 giugno 1524, e giunse a Mopicalco, nell'attuale dipartimento di Ahuachapán, solo per trovarlo abbandonato. Il gruppo continuò verso Acatepeque, anch'essa abbandonata all'arrivo degli spagnoli.

#### Battaglia di Acajutla, 1524

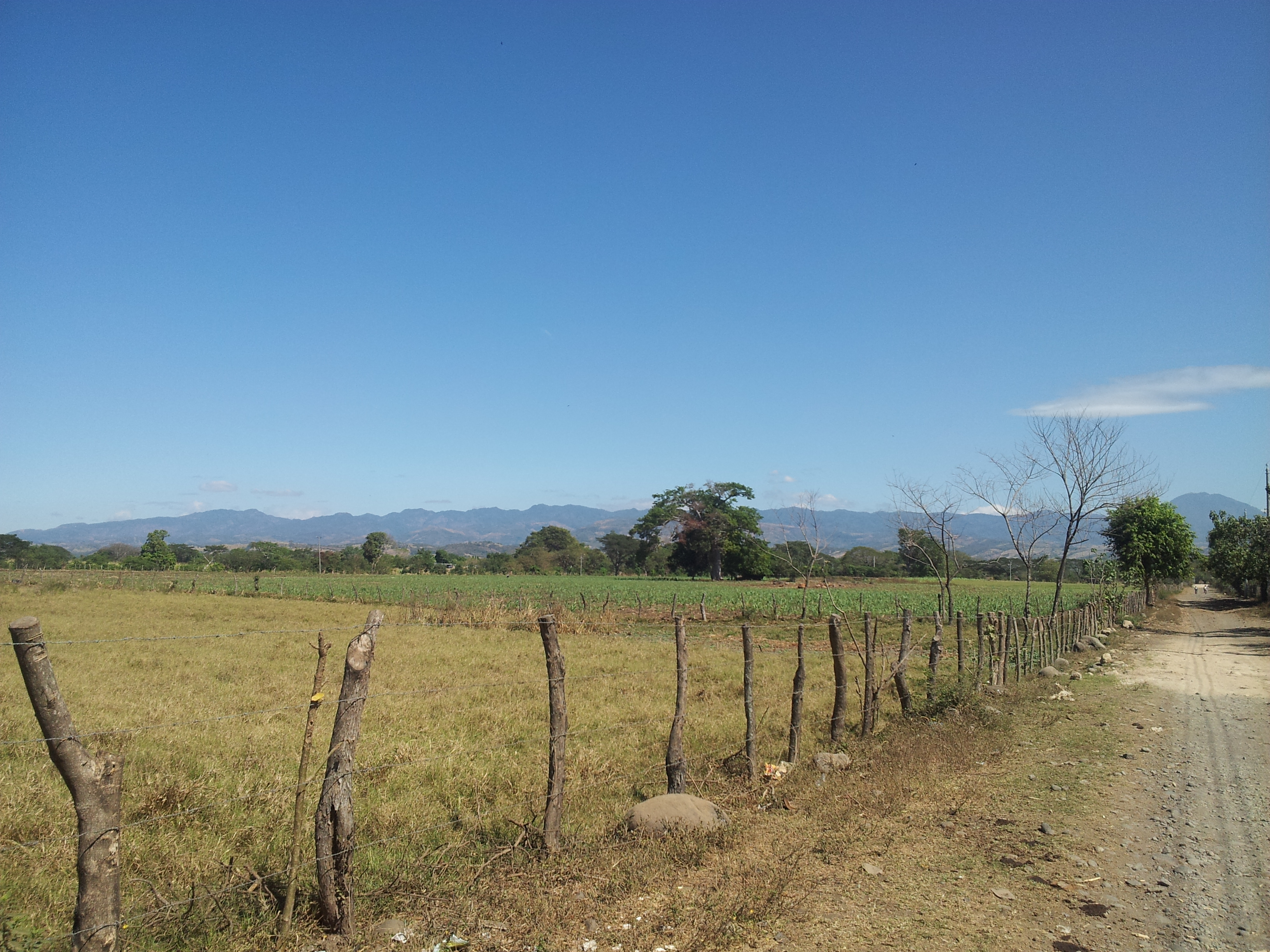
Acajutla è posta lungo le pianure costiere di El Salvador.

Da Acatepeque, la spedizione spagnola procedette verso Acajutla, sulla costa del Pacifico. L'8 giugno 1524, si scontrarono con delle forze native a 2 km dall'insediamento locale. L'esercito di Alvarado inizialmente avanzò verso il nemico, per poi fingere una ritirata verso le colline retrostanti. Le forze dei nativi inseguirono gli spagnoli arrivando a tiro dagli invasori e fu a quel punto che Alvarado ordinò alla cavalleria ed alla fanteria di caricare, uccidendo molti nemici. Molti spagnoli risultarono feriti nello scontro e lo stesso Alvarado venne seriamente ferito da una freccia che gli trapassò la gamba. Gli spagnoli rimasero accampati presso Acajutla per cinque giorni dopo la battaglia per riprendersi dalle ferite e riposare.

#### Battaglia di Tacuzcalco, 1524
Sei giorni dopo lo scontro, Alvarado marciò a nordest alla ricerca della città di Tacuzcalco, a 8 km da Acajutla, nell'attuale dipartimento di Sonsonate. Pedro de Portocarrero guidò un gruppo di esploratori che riuscì a catturare due locali, da cui seppero dell'esistenza di un grande esercito nemico presso la città, con forze provenienti anche dall'intera regione. Gli esploratori spagnoli avanzarono sino a trovare il nemico, attesero quindi l'arrivo di un'avanguardia di 40 cavalieri inviata da Gonzalo de Alvarado. Pedro de Alvarado si trovava in retroguardia, rallentato dalle sue ferite, lasciando quindi il comando ai suoi fratello. Inviò Gómez de Alvarado con 20 cavalieri ad attaccare il fianco sinistro, mentre Gonzalo de Alvarado con 30 cavalieri venne inviato al fianco destro. Inviò infine Jorge de Alvarado col resto dei suoi uomini contro la massa di guerrieri dal quale era separato da quella che pareva essere una fitta palude. Quando gli spagnoli scoprirono che non si trattava di palude, ma di terreno solido, caricarono il nemico vincendolo. Dopo questa battaglia, i Pipil si rifiutarono di scontrarsi nuovamente con gli spagnoli in campo aperto, preferendo tattiche di guerriglia.

#### La ritirata in Guatemala, 1524
Alvarado rimase per due giorni a Tazuzcalco, prima di procedere alla volta di Miahuaclan, abbandonata dai suoi abitanti, e poi verso Atehuan (attuale Ateos, presso Cuscatlan, capitale della provincia all'epoca col medesimo nome). Al campo spagnolo giunsero dei messaggeri dei signori di Cuscatlan con la promessa di sottomissione al re di Spagna, ma quando l'esercito di Pedro de Alvarado giunse in città, trovò che la maggior parte degli abitanti l'aveva abbandonata. Alvarado inviò quindi dei messaggeri ai fuggitivi, ordinando loro di tornare in città e sottomettersi agli spagnoli, ma questi si rifiutarono. Alvarado li processò in loro assenza e li condannò a morte; i Pipil rimasti divennero schiavi.
Anche se gli spagnoli avevano vinto la decisiva battaglia di Sonsonate e quella di Acajutla, non riuscirono comunque a prendere le città fortificate di Cuscatlan e Izalco. Alvarado venne informato del terreno complesso attorno alle città e della numerosa popolazione che vi abitava. Frustrato dalla mancanza di progressi, Alvarado si ritirò in Guatemala per raggrupparsi, con l'intenzione di tornare a El Salvador nella stagione secca; rimase nella provincia di Cuscatlan per diciassette giorni, lasciandola poi alla fine di giugno del 1524.

#### La fondazione di San Salvador

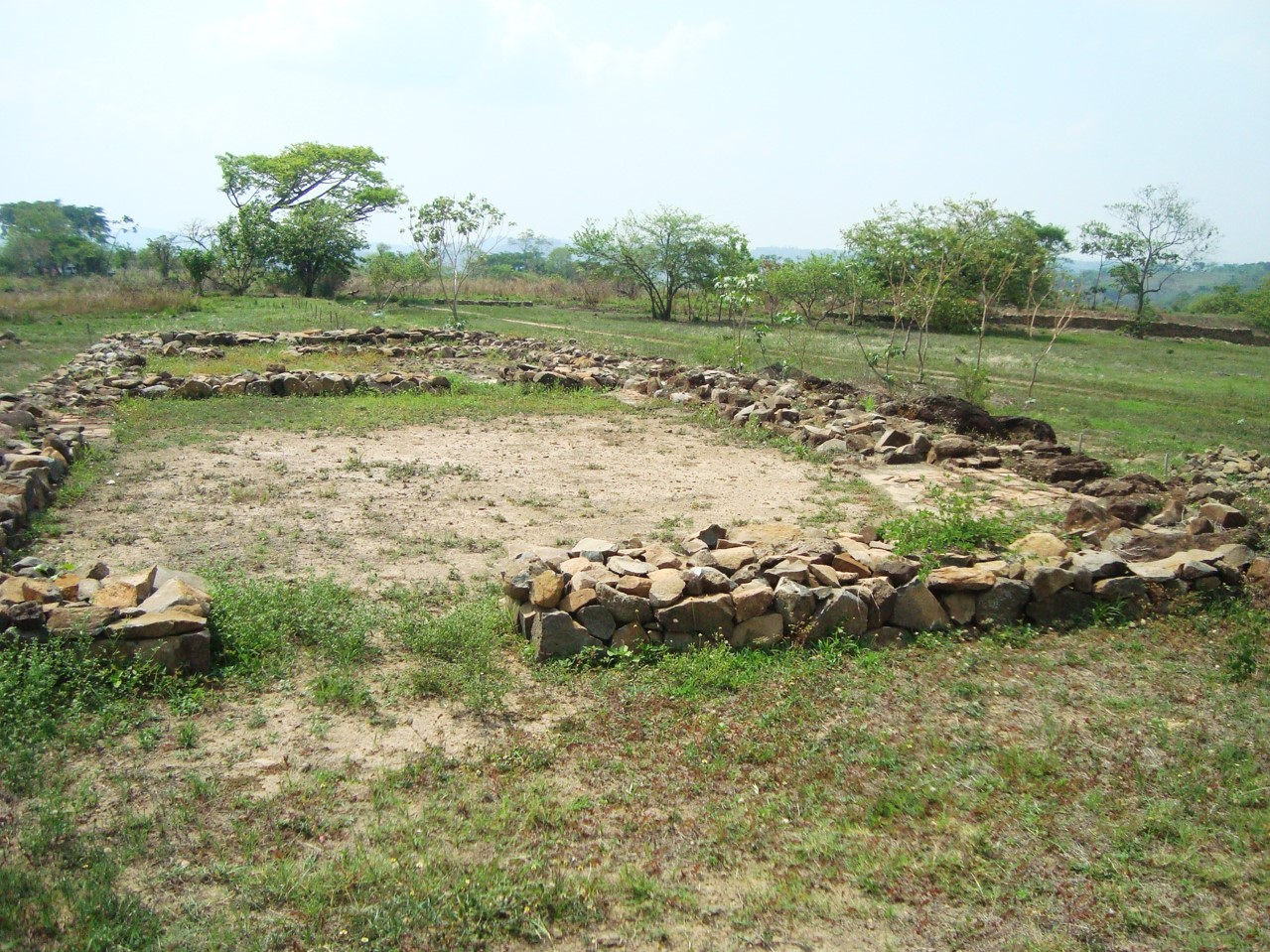
Rovine di San Salvador (Ciudad Vieja)

Gonzalo de Alvarado fondò l'insediamento di Villa de San Salvador all'inizio del 1525, prima del maggio di quello stesso anno, ma questo venne attaccato e distrutto dai nativi nel 1526, durante una sommossa generale dei Pipil che interessò la provincia di Cuscatlan. Diego de Alvarado, cugino di Pedro de Alvarado, venne inviato a riprendere il controllo di Cuscatlan in quello stesso anno; venne accompagnato da 300 indiani ausiliari da Soconusco, 160 dei quali morirono nel corso della campagna. Gli si unì anche Pedro de Alvarado dopo essere tornato da una spedizione nel Chiapas. Dal 1526, il territorio di El Salvador, Guatemala e Honduras venne minacciato da una serie di guerre tra gli indigeni e gli spagnoli. Gli Izalco non aderirono alla sommossa generale, consumati com'erano dalle battaglie di Acajutla e Tacuzcalco. La campagna che ne seguì durò per due anni durante i quali gli spagnoli si scontrarono continuamente con la resistenza degli indigeni. In questo periodo, i nativi si difendevano nelle loro fortezze montane. Pedro de Alvarado intraprese ulteriori spedizioni a El Salvador nel 1526 e nel 1528. Nel 1528, la conquista di Cuscatlan venne completata, con l'aiuto di un significativo corpo di alleati Nahua provenienti dal Messico. Il 1 aprile 1528, Diego de Alvarado ristabilì San Salvador, e distribuì i diritti di encomienda tra i suoi compagni. Questo sito è oggi noto come Ciudad Vieja, e si trova a 8 km a sud di Suchitoto. Il luogo venne scelto probabilmente perché consisteva in una terra non reclamata posta tra il territorio dei Pipil a ovest, quello dei Lenca ad est e quello dei Ch'orti' a nord. Per i primi anni, San Salvador fu una città di frontiera sotto costante minaccia di attacco indigeno.

#### La battaglia di Cinacantan, 1528

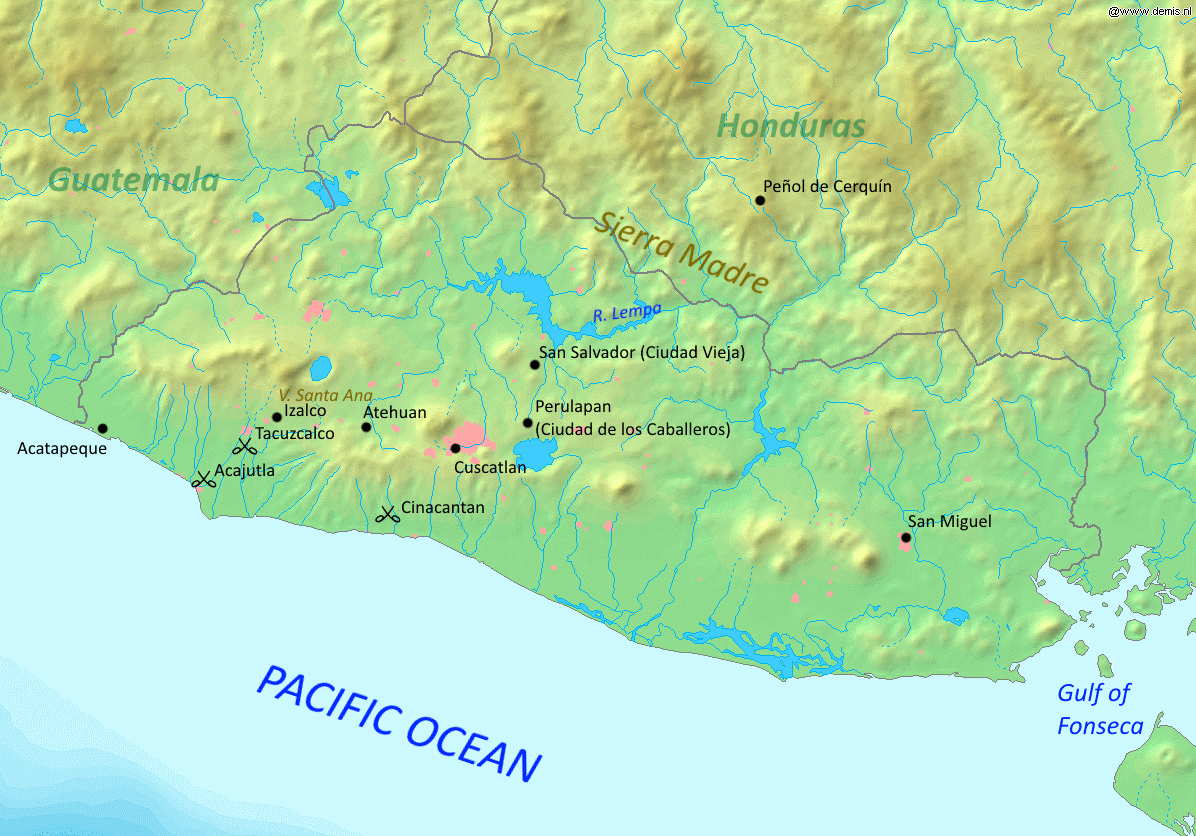
Mappa dei principali insediamenti e delle principali battaglie per la conquista di El Salvador

Le insurrezioni attorno a San Salvador vennero placate dopo un mese, quando gli spagnoli attaccarono Cinacantan, a 5 km a sud dell'attuale città di Tamanique. I nativi ostili dovettero ritirarsi nella loro fortezza già al primo attacco. La rivolta venne considerata la prima ribellione di nativi nella provincia di Cuscatlan dall'inizio dell'invasione spagnola. Da San Salvador partì una colonna spagnola guidata da Diego de Alvarado col supporto di indigeni locali. Questi trovarono tre o quattro gruppi di alleati a difendere la posizione della fortezza di Peñol de Cinacantan ("Roccia di Cinacantan", oggi nota come Cerro Redondo); di cui almeno uno di essi era di popolazione Pipil. I lati della fortezza apparivano scarsamente difesi. Quando gli spagnoli tentarono di assaltare la fortezza, i nativi rovesciarono su di loro delle pietre, oltre a frecce e lance. Per i primi giorni, gli assalti degli spagnoli vennero respinti per ben due volte. Vedendo che al contrario delle previsioni la fortezza non era facile da conquistare, gli spagnoli costruirono una grande macchina d'assedio in legno che impressionò grandemente i difensori. Uno dei signori nativi chiese una tregua e chiese anche agli spagnoli di tornare a San Salvador, promettendo che i ribelli indiani vi sarebbero giunti a giurare fedeltà al re di Spagna. Gli spagnoli ad ogni modo credevano che questo fosse solamente un trucco per prendere tempo e pertanto lanciarono un nuovo attacco utilizzando la loro torre d'assedio. Fecero breccia nelle fortificazioni e uccisero molti dei difensori, mentre altri fuggirono terrorizzati. Una volta caduta la fortezza, i difensori Pipil vennero dati in encomienda agli abitanti di San Salvador.

### Rivalità interne tra gli spagnoli, 1529–1530
Nel 1529, Pedrarias Dávila inviò una spedizione guidata da Martín de Estete ad annettere il territorio di El Salvador ai suoi domini vicini del Nicaragua, spingendosi persino a distribuire le terre del golfo di Fonseca in encomienda a quanto lo avevano seguito. In quel tempo, Diego de Rojas era al comando delle forze spagnole che tentavano di pacificare la resistenza indigena incentrata su Popocatepet. Nel gennaio o febbraio del 1530, Martín de Estete prese Rojas, e marciò su San Salvador, ma non fu in grado di garantirsi il supporto degli abitanti locali, e per questo si accampò a Perulapan (moderna San Martín Perulapán), poco più a sud, luogo che chiamò Ciudad de los Caballeros ("Città dei cavalieri"). Il governatore in carica in Guatemala, Francisco de Orduña, inviò il suo capitano Francisco López alla testa di una spedizione per sedare questi contrasti interni. López lasciò Santiago de los Caballeros de Guatemala nel marzo del 1530 con 30 cavalieri ed un numero non specificato di fanti. I residenti di San Salvador insorsero in armi; Estete abbandonò il suo campo e si ritirò nel Nicaragua, portando con sé 2000 schiavi. López inseguì Estete e si scontrò con lui presso il fiume Lempa. Estete ed il suo vice fuggirono in Nicaragua, mentre i suoi soldati si arresero a López. Diego de Rojas venne liberato e gli schiavi vennero recuperati. Questo intervento pose fine alle speranze di Pedrarias Dávila di unire El Salvador al Nicaragua.

### El Salvador orientale, 1530–1538
Per difendersi contro ulteriori incursioni di spagnoli rivali da sudest, Pedro de Alvarado fondò la città spagnola di San Miguel, che utilizzò anche come base per gli attacchi contro i Lenca. Una forza spagnola comandata da Luis de Moscoso Alvarado, composta da circa 120 cavalieri spagnoli, accompagnati da indiani ausiliari, attraversò il fiume Lempa e fondò San Miguel il 21 novembre 1530. Oltre ai coloni spagnoli, l'insediamento includeva dei messicani e dei tlaxcalani. Gran parte della popolazione spagnola di San Miguel abbandonò El Salvador con Pedro de Alvarado quando questi partì per la sua spedizione in Perù.
Cristóbal de la Cueva, agli ordini di Jorge de Alvarado in Guatemala, era entrato in Honduras con circa 40 uomini per fondare un nuovo porto e una strada che collegasse l'area al Guatemala, e per schiacciare le rivolte native locali. Questi si portò a sud verso San Miguel coi suoi uomini, la quale venne rifondata col nome di San Miguel de la Frontera il 15 aprile 1535. De la Cueva riportò l'area sotto la giurisdizione del Guatemala, anche se il governatore dell'Honduras protestò vigorosamente. La parte orientale di El Salvador, incentrata sul villaggio di San Miguel, divenne la provincia di San Miguel, includendo il territorio della provincia precolombiana di Chaparrastique.
All'inizio del 1537, San Miguel rimase isolata da una sollevazione generale dei Lenca. Un esercito di nativi pose assedio a San Miguel in tre giorni dal 27 marzo. Il loro attacco a sorpresa colse molti degli abitanti senza difese e 50–60 coloni spagnoli rimasero uccisi, più della metà degli spagnoli residenti sul posto. Dopo tre giorni gli attaccanti vennero respinti dai rinforzi che dal Guatemala stavano giungendo in Peru, con aiuti provenienti anche da San Salvador al comando di Antonio de Quintanilla. Questa rivolta coinvolse il territorio di El Salvador, guidata dal sovrano dei Lenca, Lempira, si focalizzò sul Peñol de Cerquín, a circa 80 km a nord di San Salvador. Francisco de Montejo, allora governatore dell'Honduras, fece appello urgente per avere rinforzi e rifornimenti da San Salvador. Montejo inviò 20 spagnoli supportati da ausiliari nativi nella Valle dello Xocorro, pretendendo la giurisdizione su San Miguel, ma la colonna venne costretta a fare ritorno in Honduras per l'opposizione degli spagnoli locali; sulla strada, presso Comayagua, il gruppo venne attaccato da forze Lenca che uccisero quasi tutti gli uomini del seguito.
Gli abitanti di San Salvador, allarmati dalla rivolta nella regione, risposero inviando una gran quantità di armi, armature, polvere da sparo e altri rifornimenti a Montejo in Honduras. 100 ausiliari indiani vennero inviati a supportare le armate spagnole. Altri rifornimenti pervennero dai residenti di San Miguel. Alla fine del 1538, la fortezza di Lempira venne presa dagli spagnoli, e Montejo attraversò l'Honduras e si portò a San Miguel per prestare assistenza nella repressione della resistenza indigena nel distretto.

## Organizzazione coloniale
Dal 1539, gli spagnoli poterono dire pacificata Cuscatlan. Subito dopo la conquista spagnola, i conquistadores si posero a cercare ricchezze non solo attraverso la cavatura in miniera, ma anche tramite la riduzione della popolazione in schiavitù, ma entrambi questi settori apparivano piuttosto scarsi e pertanto i coloni si dedicarono prevalentemente all'agricoltura. Nel 1545, San Salvador venne spostata nell'attuale sito, ed il 27 settembre 1546, venne elevata allo status di città. El Salvador originariamente aveva tre divisioni amministrative, quella di Sonsonate (Izalcos), San Salvador (Cuscatlan) e San Miguel. Sonsonate era una alcaldía mayor, mentre San Salvador, San Miguel e Choluteca (oggi in Honduras) formavano insieme l'alcaldía mayor di San Salvador. Dal 1524, tutte queste alcadìe passarono sotto la giurisdizione di Santiago de los Caballeros de Guatemala. Nel 1542, questa giurisdizione venne riorganizzata nell'Audiencia Real del Guatemala, e poi nel capitanato generale del Guatemala. A livello ecclesiastico, l'intero El Salvador dipendeva dalla diocesi del Guatemala. Gli abitanti della regione di El Salvador erano noti produttori di cacao, esportazioni di cui beneficiarono largamente gli spagnoli. Dalla fine del XVI secolo la produzione di cacao della provincia iniziò a declinare.

## Fonti storiche
Gli annali dei Cakchiquel, un documento indigeno proveniente dalle alture del Guatemala, contiene un resoconto dell'iniziale incursione di Pedro de Alvarado in El Salvador. Pedro de Alvarado scrisse quattro lettere a Hernán Cortés descrivendo la sua conquista del Guatemala e di El Salvador, delle quali due sono giunte sino a noi. Una di queste relaziona proprio della sua spedizione a El Salvador, con particolari dettagli militari, sia degli spagnoli, sia in particolare quelle dei nativi.